# Batalla de Bennington
La Batalla de Bennington fue una batalla de la Guerra Revolucionaria Americana, parte de la campaña de Saratoga, que tuvo lugar el 16 de agosto de 1777, en una granja en Walloomsac, Nueva York, a unas 10 millas (16,1 km) de su homónimo, Bennington, Vermont . Una fuerza rebelde de 2.000 hombres, principalmente milicianos de New Hampshire y Massachusetts, dirigidos por el general John Stark, y reforzados por milicianos de Vermont dirigidos por el coronel Seth Warner y miembros de los Green Mountain Boys, derrotó decisivamente a un destacamento del ejército del general John Burgoyne dirigido por el teniente coronel Friedrich Baum, y apoyado por hombres adicionales bajo el mando del teniente coronel Heinrich von Breymann.
El destacamento de Baum era una fuerza mixta de 700, compuesta principalmente por dragones de Brunswick desmontados, canadienses, leales e indios.  Burgoyne lo envió a asaltar Bennington en el área disputada de New Hampshire Grants en busca de caballos, animales de tiro, provisiones y otros suministros. Burgoyne y Baum, que creían que la ciudad solo estaba ligeramente defendida, no sabían que Stark y 1.500 milicianos estaban estacionados allí. Después de un enfrentamiento causado por la lluvia, los hombres de Stark envolvieron la posición de Baum, tomaron muchos prisioneros y mataron a Baum. Los refuerzos de ambos bandos llegaron mientras Stark y sus hombres estaban limpiando, y la batalla se reinició, con Warner y Stark ahuyentando a los refuerzos de Breymann con muchas bajas.
La batalla supuso una importante victoria estratégica para la causa estadounidense y se considera un punto de inflexión clave en la Guerra de la Independencia. Redujo el ejército de Burgoyne en casi 1.000 hombres, provocó que sus aliados nativos americanos le abandonaran en gran medida y le negó el acceso a suministros cruciales como animales de tiro, provisiones y monturas para sus regimientos de caballería, todo lo cual condujo finalmente a la derrota de Burgoyne en Saratoga. La victoria avivó el apoyo colonial al movimiento independentista y fue un factor importante para convencer a Francia de que apoyara a los rebeldes en el conflicto. El aniversario de la batalla se conmemora como el Día de la Batalla de Bennington en el estado de Vermont.

## Fondo
Con la Guerra Revolucionaria Estadounidense de dos años, los británicos cambiaron sus planes. Renunciando a las colonias rebeldes de Nueva Inglaterra, decidieron dividir las Trece Colonias y aislar a Nueva Inglaterra de lo que los británicos creían que eran las colonias del sur más leales. El comando británico ideó un gran plan para dividir las colonias a través de un movimiento de pinza de tres vías hacia Albany. La pinza occidental, que avanzaba hacia el este desde el lago Ontario bajo el mando de Barry St. Leger, fue rechazada cuando fracasó el asedio de Fort Stanwix, y la pinza sur, que iba a avanzar por el valle del Hudson desde la ciudad de Nueva York, nunca comenzó desde que el general William Howe decidió capturar Filadelfia.
La pinza del norte, que avanzaba hacia el sur desde Montreal, disfrutó del mayor éxito. Después de las victorias británicas en Fort Ticonderoga, Hubbardton y Fort Anne, el general John Burgoyne procedió con la campaña de Saratoga, con el objetivo de capturar Albany y hacerse con el control del valle del río Hudson, donde la fuerza de Burgoyne podría (según el plan) enfrentarse a los otras pinzas, dividiendo las colonias en dos.

### fuerzas británicas
El avance de Burgoyne hacia Albany inicialmente tuvo cierto éxito, incluida la dispersión de los hombres de Seth Warner en la Batalla de Hubbardton . Sin embargo, su avance se había ralentizado a finales de julio, debido a dificultades logísticas, exacerbadas por la destrucción estadounidense de una carretera clave, y los suministros del ejército comenzaron a disminuir. La preocupación de Burgoyne por los suministros se magnificó a principios de agosto cuando recibió la noticia de Howe de que él (Howe) se dirigía a Filadelfia y, de hecho, no iba a avanzar por el valle del río Hudson. En respuesta a una propuesta hecha por primera vez el 22 de julio por el comandante de sus tropas alemanas, el barón Riedesel,  Burgoyne envió un destacamento de unos 800 soldados bajo el mando del teniente coronel Friedrich Baum desde Fort Miller en una misión de forrajeo para adquirir caballos. para los dragones alemanes, animales de tiro para ayudar a mover el ejército y hostigar al enemigo. El destacamento de Baum estaba compuesto principalmente por dragones del ejército de Brunswick desmontados del regimiento Prinz Ludwig. En el camino se le unieron compañías locales de leales, algunos canadienses y unos 100 indios, y una compañía de francotiradores británicos.  A Baum se le ordenó originalmente que se dirigiera al valle del río Connecticut, donde creían que se podían conseguir caballos para los dragones. Sin embargo, mientras Baum se preparaba para irse, Burgoyne cambió verbalmente el objetivo para convertirlo en un depósito de suministros en Bennington, que se creía que estaba custodiado por los restos de la brigada de Warner, unas 400 milicias coloniales. 

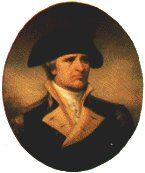
General Juan Stark

### Fuerzas americanas
Sin que Burgoyne lo supiera, los ciudadanos del territorio New Hampshire Grants (ahora Vermont, que entonces era disputado entre Nueva York y la República de Vermont ) habían apelado a los estados de New Hampshire y Massachusetts para que los protegieran del ejército invasor luego de la captura británica de Ticonderoga.  New Hampshire respondió el 18 de julio autorizando a John Stark a levantar una milicia para la defensa del pueblo "o la molestia del enemigo". Con fondos proporcionados por John Langdon, Stark reunió a 1.500 milicianos de New Hampshire en el espacio de seis días, más del 10 % de la población masculina de New Hampshire mayor de dieciséis años. Primero fueron conducidos al Fuerte en el Número 4 (la actual Charlestown, New Hampshire), luego cruzaron la frontera del río Connecticut hacia los Grants y se detuvieron en Mánchester, donde Stark consultó con Warner. Mientras estaba en Mánchester, el general Benjamin Lincoln, cuyo ascenso en preferencia a Stark había sido la causa de la renuncia de Stark del Ejército Continental, intentó afirmar la autoridad del Ejército sobre Stark y sus hombres. Stark se negó, afirmando que él era el único responsable ante las autoridades de New Hampshire. Stark luego se dirigió a Bennington con Warner como guía, mientras que los hombres de Warner permanecieron en Mánchester. Lincoln regresó al campamento estadounidense en Stillwater, donde él y el general Philip Schuyler tramaron un plan para que Lincoln, con 500 hombres, se uniera a Stark y Warner en acciones para hostigar las líneas de suministro y comunicaciones de Burgoyne en Skenesboro. Los movimientos de Baum alteraron significativamente estos planes.

## Preludio
Los alemanes de Baum abandonaron el campamento de Burgoyne en Fort Edward el 9 de agosto y marcharon hacia Fort Miller, donde esperaron hasta que se les unieron los indios y una compañía de tiradores británicos. La compañía marchó hacia Bennington el 11 de agosto. < En escaramuzas menores a lo largo del camino, se enteraron por los prisioneros tomados de que había una fuerza considerable en Bennington.  El 14 de agosto, los hombres de Baum se encontraron con un destacamento de los hombres de Stark que habían sido enviados para investigar informes de indios en el área. Los hombres de Stark se retiraron, destruyendo un puente para retrasar el avance de Baum. Stark, al recibir noticias de la fuerza que se acercaba, envió una solicitud de apoyo a Mánchester y luego trasladó a sus tropas fuera de Bennington hacia la fuerza de Baum, estableciendo una línea defensiva. Baum envió un mensaje a Burgoyne luego del primer contacto indicando que la fuerza estadounidense era más grande de lo esperado, pero que probablemente se retiraría antes que él. Luego avanzó unas pocas millas más hasta que se acercó a la posición de Stark. Luego se dio cuenta de que al menos parte de su primer mensaje era incorrecto, por lo que envió un segundo mensaje a Burgoyne, solicitando refuerzos. 

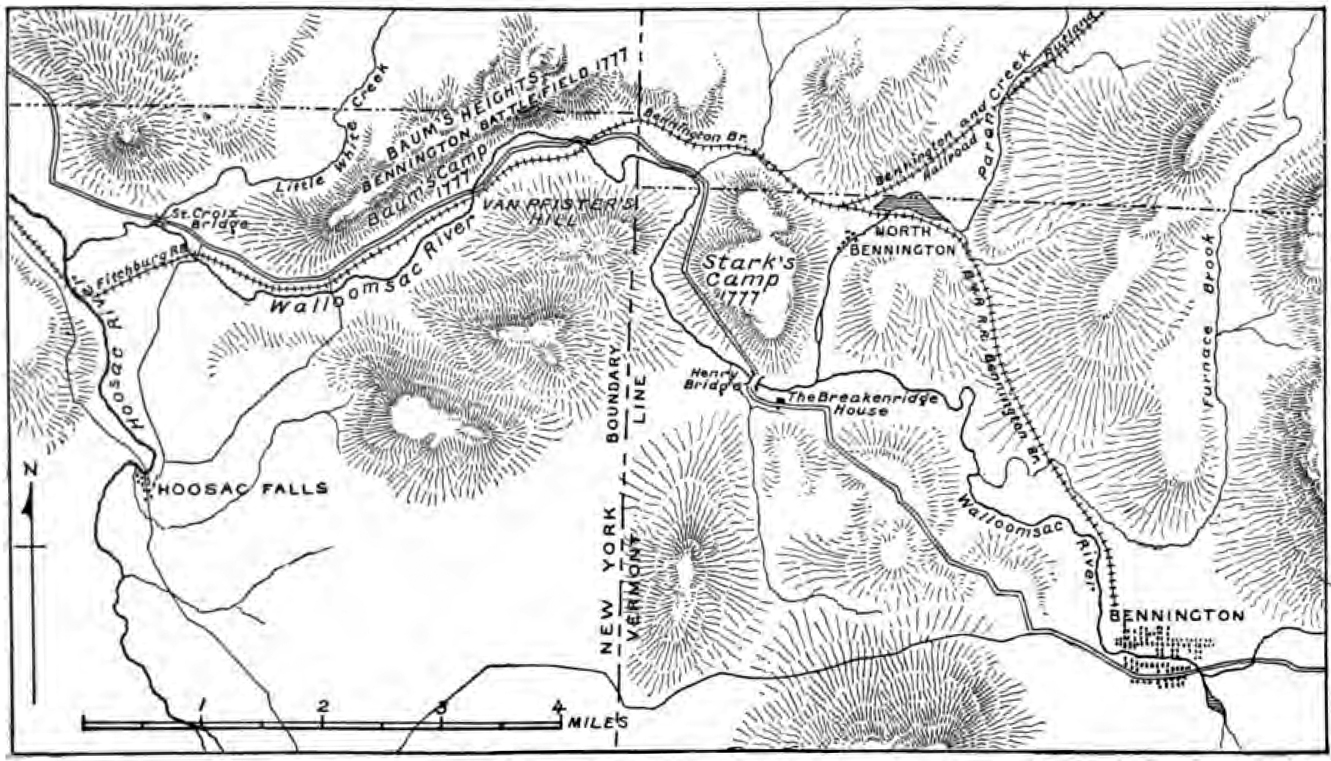
Un mapa de principios del que representa el campo de batalla.

Llovió durante el siguiente día y medio, impidiendo la batalla. Durante este tiempo, los hombres de Baum construyeron un pequeño reducto en la cima de la colina y esperaban que el clima evitaría que los estadounidenses atacaran antes de que llegaran los refuerzos.  Stark envió escaramuzadores para sondear las líneas alemanas y logró matar a treinta indios a pesar de las dificultades para mantener seca la pólvora.   Los refuerzos de ambos bandos marcharon el día 15; viajar era bastante difícil debido a las fuertes lluvias. Burgoyne envió 550 hombres al mando de Heinrich von Breymann, mientras que la compañía de Warner de unos 350 Green Mountain Boys llegó al sur desde Mánchester bajo el mando del teniente Samuel Safford. 
La llegada del párroco Thomas Allen y un grupo de milicianos de Massachusetts del cercano condado de Berkshire, que insistieron en unirse a su fuerza, a última hora del 15 de agosto, despertó a Stark. Se dice que Stark respondió a la encendida amenaza del ministro de que si no se les permitía participar, sus hombres no volverían jamás diciendo: "En esta noche sombría y lluviosa, ¿podríais marcharos de inmediato? Si podéis, volved con vuestra gente e instadles a que descansen; si el Señor nos concede sol mañana y no os proporciono suficientes combates, nunca os llamaré para que volváis." Con la incorporación de algunos indios de Stockbridge al día siguiente, las fuerzas de Stark (excluyendo a los hombres de Warner) alcanzaron casi los 2.000 hombres. 
Stark no fue el único beneficiario de refuerzos inesperados. La fuerza de Baum aumentó en casi 100 cuando un grupo de leales locales llegó a su campamento en la mañana del 16 de agosto. 

## Batalla

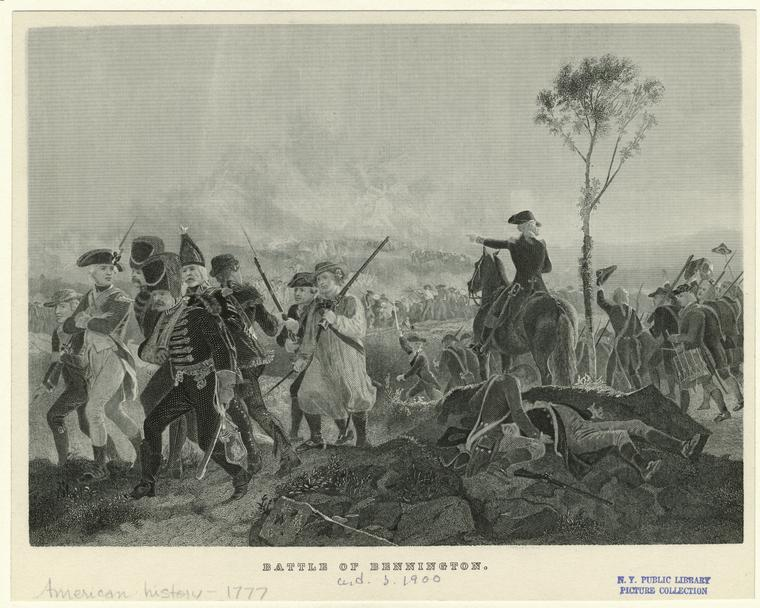
Batalla de Bennington, c. 1900

En la tarde del 16 de agosto, el clima se aclaró y Stark ordenó a sus hombres que estuvieran listos para atacar. Se dice que Stark reunió a sus tropas diciendo que estaban aquí para luchar por sus "derechos natos como ingleses"  y añadió "Están tus enemigos, los casacas rojas y los tories. Son nuestros, o esta noche Molly Stark se queda viuda durmiendo". Al enterarse de que la milicia se había desvanecido en el bosque, Baum asumió que los estadounidenses se estaban retirando o redistribuyendo. Sin embargo, Stark había decidido capitalizar las debilidades en la posición ampliamente distribuida del alemán y había enviado partidas de flanqueo considerables a ambos lados de sus líneas. Estos movimientos fueron asistidos por una artimaña empleada por los hombres de Stark que les permitió acercarse de manera segura sin alarmar a las fuerzas opuestas. A los alemanes, la mayoría de los cuales no hablaba inglés, se les había dicho que los soldados con pedazos de papel blanco en sus sombreros eran leales y no se les debería disparar; Los hombres de Stark también habían oído esto y muchos de ellos habían adornado adecuadamente sus sombreros.
Cuando estalló la lucha alrededor de las 3:00 p. m., la posición alemana fue inmediatamente rodeada por disparos, que Stark describió como "el enfrentamiento más candente que he presenciado, parecido a un trueno continuo". Las posiciones leales e indias fueron invadidas, lo que provocó que muchos de ellos huyeran o se rindieran. Esto dejó a Baum y sus dragones de Brunswick atrapados solos en el terreno elevado. Los alemanes lucharon valientemente incluso después de quedarse sin pólvora y la destrucción de su vagón de municiones. Desesperados, los dragones lideraron una carga de sable en un intento de romper las fuerzas envolventes. La carga fracasó terriblemente, lo que provocó bajas masivas de alemanes y no ganó terreno a los rebeldes. Baum fue herido de muerte en esta carga final y los alemanes restantes se rindieron.
Breymann y sus refuerzos llegaron después de la batalla, mientras los milicianos de Stark estaban ocupados desarmando a los prisioneros y robando sus provisiones. Presionaron su ataque en cuanto se dieron cuenta de que los estadounidenses estaban sumidos en el caos. Las fuerzas de Stark se reagruparon rápidamente e intentaron resistir el nuevo asalto alemán, pero empezaron a retroceder. Los hombres de Warner llegaron al lugar para reforzar a las tropas de Stark antes de que sus líneas se rompieran. Cuando oscureció, la batalla campal llegó a su fin. Breymann emprendió la huida rápidamente tras perder todas sus piezas de artillería y una cuarta parte de sus fuerzas.

## Secuelas

Durante mucho tiempo se creyó incorrectamente que la bandera de Bennington había ondeado durante la batalla.

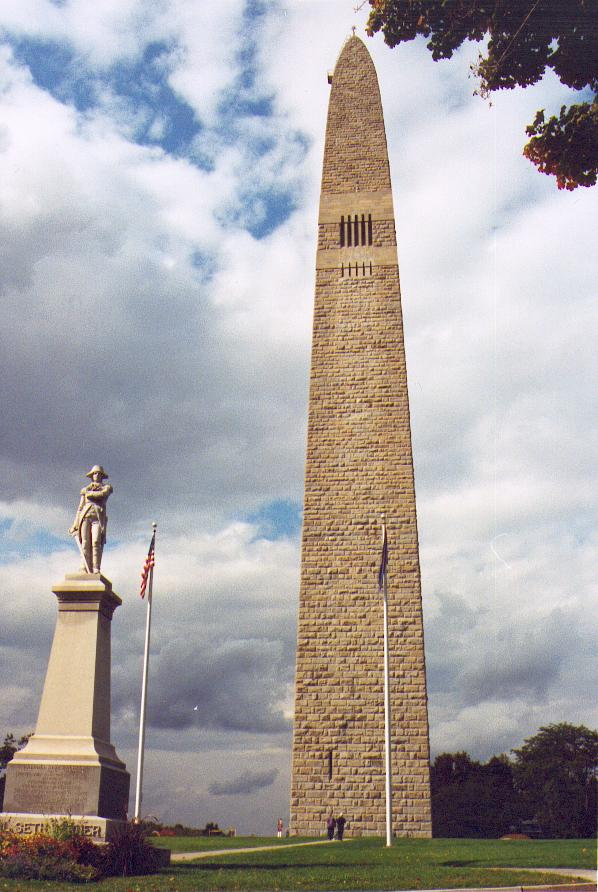
El monumento a la batalla de Bennington en Bennington, Vermont

Las pérdidas totales alemanas y británicas en Bennington se registraron en 207 muertos y 700 capturados; Las pérdidas estadounidenses incluyeron 30 estadounidenses muertos y 40 heridos.  La batalla fue a veces particularmente brutal cuando los leales se encontraron con los patriotas, ya que en algunos casos provenían de las mismas comunidades. Los prisioneros, que primero se mantuvieron en Bennington, finalmente fueron llevados a Boston.
El ejército de Burgoyne se estaba preparando para cruzar el Hudson en Fort Edward el 17 de agosto, cuando llegó la primera noticia de la batalla. Creyendo que podrían ser necesarios refuerzos, Burgoyne hizo marchar al ejército hacia Bennington hasta que llegó la noticia de que Breymann y los restos de su fuerza estaban regresando. Los rezagados continuaron llegando durante el día y la noche, mientras la noticia del desastre se extendía dentro del campamento.
El efecto sobre la campaña de Burgoyne fue significativo. No solo había perdido casi 1.000 hombres, de los cuales la mitad eran regulares, sino que también había perdido el crucial apoyo indio. En un consejo posterior a la batalla, muchos de los indios (que habían viajado con él desde Quebec) decidieron volver a casa. Esta pérdida obstaculizó gravemente los esfuerzos de reconocimiento de Burgoyne en los días siguientes. El hecho de no traer suministros cercanos significó que tuvo que depender de líneas de suministro que ya eran peligrosamente largas y que finalmente se rompieron en septiembre. La escasez de suministros fue un factor importante en su decisión de rendirse en Saratoga, después de lo cual Francia entró en guerra. 
American Patriots reaccionó a la noticia de la batalla con optimismo. Especialmente después de que la pantalla india de Burgoyne lo abandonara, comenzaron a surgir pequeños grupos de patriotas locales para hostigar los límites de las posiciones británicas. Una parte significativa de la fuerza de Stark regresó a casa y no volvió a ser influyente en la campaña hasta que apareció en Saratoga el 13 de octubre para completar el cerco del ejército de Burgoyne. 
La recompensa de John Stark de la Asamblea General de New Hampshire por "la Memorable Batalla de Bennington" fue "un traje completo que se convirtió en su Rango". Una recompensa que probablemente Stark valoró más alto fue un mensaje de agradecimiento de John Hancock, presidente del Congreso Continental, que incluía una comisión como "brigadier en el ejército de los Estados Unidos".

## Conmemoraciones

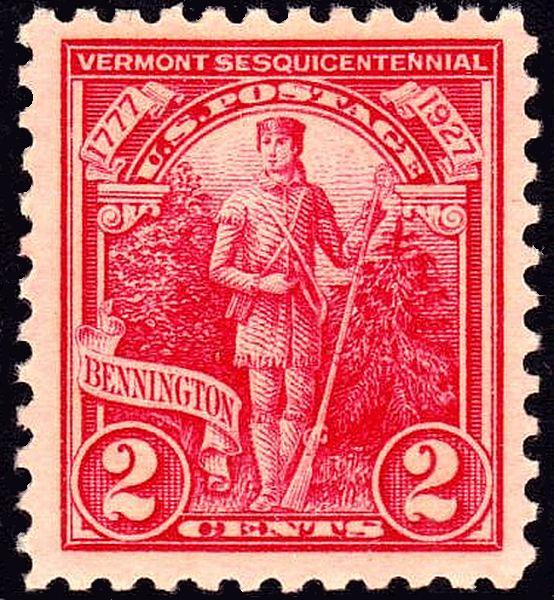
Sello conmemorativo del 150 aniversario de la Batalla de Bennington

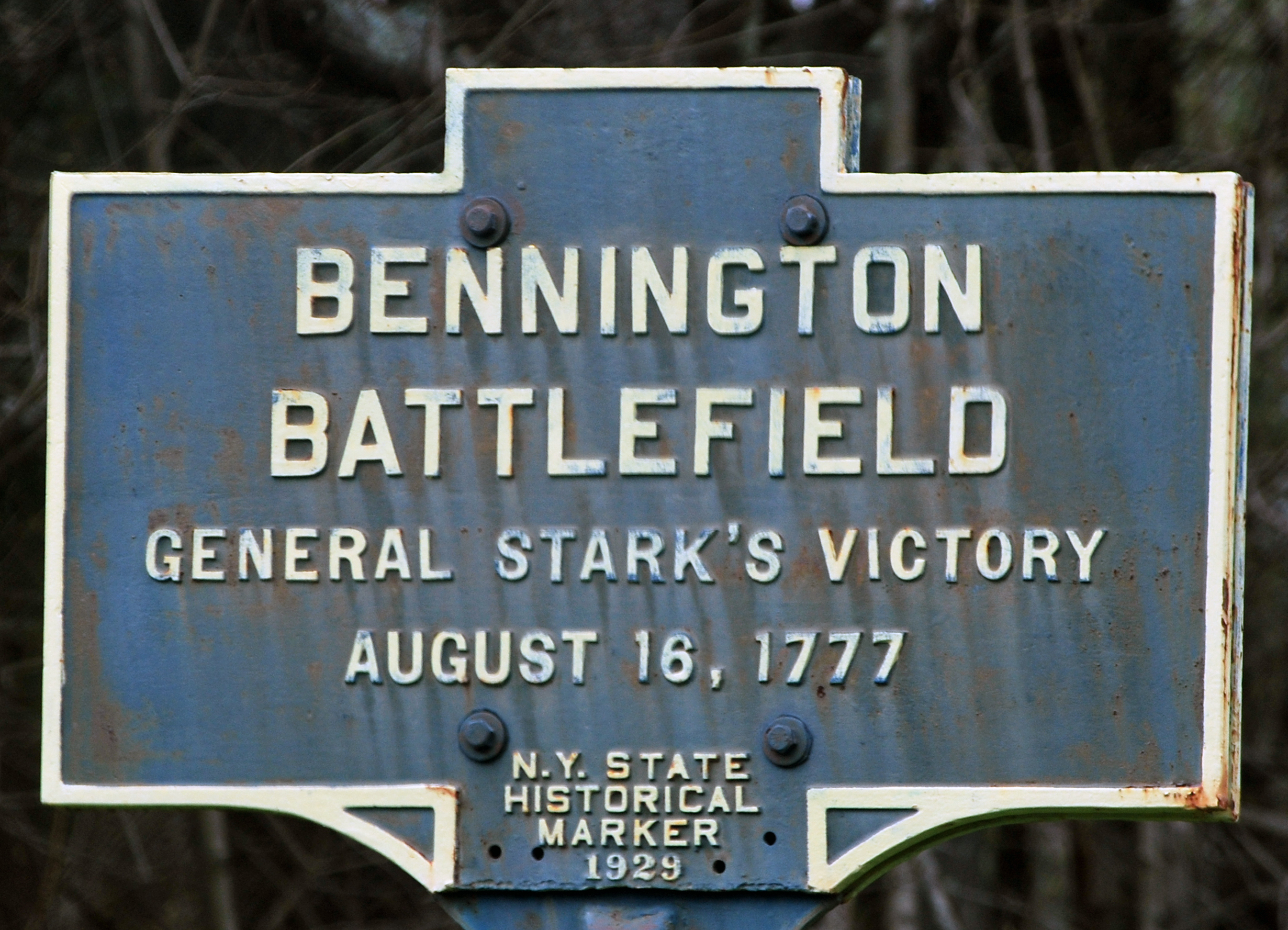
Marcador histórico que marca el parque del campo de batalla de Bennington

El 16 de agosto es un feriado legal en Vermont, conocido como Bennington Battle Day.  El campo de batalla, ahora un sitio histórico del estado de Nueva York, fue designado Monumento Histórico Nacional el 20 de enero de 1961 y se agregó al Registro Nacional de Lugares Históricos el 15 de octubre de 1966.  En la década de 1870, la sociedad histórica local de Bennington encargó el diseño y la construcción del Monumento a la batalla de Bennington, que se completó en 1889 y se inauguró en 1891 con ceremonias a las que asistió el presidente Benjamin Harrison. El Monumento, un obelisco de 306 pies (93,3 m) de altura, también figura en el Registro Nacional de Lugares Históricos.  Aunque el monumento no estuvo listo a tiempo para conmemorar el centenario de la batalla, el centenario de la batalla estuvo marcado por discursos a los que asistió el presidente Rutherford B. Hayes.
Cada año, en el día de la batalla de Bennington, se dispara el cañón Molly Stark, el cañón de disparo más antiguo de los Estados Unidos. El cañón fue capturado en la Batalla de Bennington.